# Brzični škratec
Brzični škratec (znanstveno ime Coenagrion mercuriale) je predstavnik enakokrilih kačjih pastirjev iz družine škratcev, razširjen po Zahodni Evropi in Magrebu v Severni Afriki.

## Opis
Je eden najmanjših predstavnikov svojega rodu. Odrasli dosežejo 27 do 31 mm v dolžino, od tega 19–27 mm zadek, zadnji krili pa merita 12 do 21 mm. Ima tipično modro osnovno obarvanost s črnim vzorcem, po kateri ga je enostavno zamenjati s sorodnimi vrstami. Za samce je značilno znamenje na vrhu drugega člena zadka, ki spominja na čelado z rogovi oz. astrološki simbol za merkur – ☿, po čemer je dobila vrsta tudi ime. Vendar je njegova oblika spremenljiva, zato je treba uporabljati druge detajle vzorca za razločevanje od sorodnih vrst, ki utegnejo biti prisotne na istem območju (travniški, povodni škratec idr.). Samice so skoraj v celoti črne po zgornjem delu telesa.
Odrasli letajo poleti, od sredine maja do sredine avgusta, proti jugu območja razširjenosti pa se to obdobje podaljšuje in na skrajnem jugu naj bi se na leto izmenjali dve generaciji.

## Habitat in razširjenost
Razmnožuje se v nezasenčenih potočkih in jarkih, bujno poraslih z vodnim rastlinjem, zaraščenost bregov pa mora biti skromnejša. Zato dobro uspeva v ekstenzivni kmetijski krajini, kjer ljudje redno kosijo bregove ali se na njih pase živina, da se ne zarastejo.
Brzični škratec je pogost v Zahodni Evropi, najbolj v Franciji in na severni polovici Iberskega polotoka, vzhodno pa sega območje razširjenosti do vzhoda Nemčije in Apeninskega polotoka (razen Padske nižine). Na severu sega do severa Nemčije in Walesa v Veliki Britaniji, na jugu pa do severnih delov Magreba v Severni Afriki. Populacija upada zaradi intenzifikacije kmetijstva in slabšanja stanja vod. Navedbe iz vzhodnejših držav so posledica napačne določitve, predvsem ga pogosto zamenjujejo s povodnim škratcem.
Za Slovenijo ga navaja Boštjan Kiauta v začetku 1960. let, vendar ga od takrat kljub intenzivnemu iskanju na omenjenih lokalitetah v okolici Ljubljane ter v Polhograjskem hribovju biologi niso več našli. Na Rdeči seznam kačjih pastirjev iz Pravilnika o uvrstitvi ogroženih rastlinskih in živalskih vrst v rdeči seznam je zato barjanski škratec uvrščen kot domnevno izumrla vrsta in po novejšem atlasu kačjih pastirjev Evrope ni del slovenske favne.